# Palazzo Biscotti
Il palazzo Biscotti è un edificio storico della città di Potenza, situato in via Pretoria, nel centro cittadino.

## Storia
Il palazzo prende il nome dalla famiglia borghese dei Biscotti, una delle più importanti della città, di cui fu per secoli la dimora. I Biscotti, originariamente appartenenti alla borghesia terriera del XVII secolo, si affermarono progressivamente nell'ambito sociale ed economico cittadino, come testimoniato dai matrimoni con esponenti di altre famiglie gentilizie potentine. All'inizio del XVIII secolo è censita la proprietà del suddetto palazzo in pieno centro da parte di Antonio Biscotti, che risulta essere anche Commissario Arredatore del Tabacco della città e grande affittatore di terre alle chiese potentine. Nel XIX secolo il palazzo è ancora di proprietà della famiglia, che oltre all'edificio possiede anche attività artigianali, proprietà terriere ed immobiliari.
Negli anni quaranta del Novecento il palazzo, che versava già in cattive condizioni, ospitò il giornalista, scrittore e politico Giovanni Russo durante il suo periodo potentino.
Attualmente l'edificio è in fase di restauro.

## Architettura
L'edificio presenta una facciata principale in pietra faccia a vista e laterizi, su cui si trova l’ingresso principale su via Pretoria. Il portone di ingresso, decorato da un portale ad arco a tutto sesto con due paraste ed un cornicione, consente l'accesso alla corte interna; sul cornicione è collocato un balcone con architrave in pietra sagomata. In base alla documentazione fotografica il palazzo mostrava anche la presenza, sull'archivolto del portale, dello stemma della famiglia Biscotti, di cui però ora non si conosce più l'ubicazione.